# Tarachodes oxynotus tenuis
Tarachodes oxynotus tenuis es una subespecie de mantis de la familia Tarachodidae.

## Distribución geográfica
Se encuentra en Etiopía.